# Henry Villiers-Stuart
Henry Windsor Villiers-Stuart (13 septembre 1827 - 12 octobre 1895), est un soldat britannique, ecclésiastique, homme politique, égyptologue et auteur.

## Famille
Il est le fils de Henry Villiers-Stuart, 1er et dernier baron Stuart de Decies, fils de Lord Henry Stuart et de sa femme, Lady Gertrude Amelia, fille de George Mason-Villiers (2e comte Grandison) . Son arrière-grand-père paternel est John Stuart (1er marquis de Bute), fils du premier ministre John Stuart (3e comte de Bute) . Henry Villiers-Stuart a une sœur cadette, Pauline, plus tard Lady Wheeler Cuffe (décédée le 5 juillet 1895) .
Sa mère est Theresia Pauline Ott, une catholique autrichienne de Vienne. Ses parents se sont mariés le 12 janvier 1826 dans un service catholique romain à St James's, Spanish Place, Londres, et également en vertu de la loi écossaise, mais il y avait une incertitude quant à savoir si Theresia était libre de se marier. À la suite de cette confusion, le jeune Henry Villiers-Stuart, après la mort de son père en 1874, ne peut établir ses droits à la pairie et devenir le 2e baron Stuart de Decies . Le nom de mariage de Theresia devient Villiers-Stuart et, à la suite de son mariage, elle est nommée baronne Stuart de Decies le 10 mars 1839. Elle meurt le 7 août 1867 à Wiesbaden, Hesse, Allemagne et est enterrée à Villierstown, comté de Waterford, Irlande .

## Carrière
Villiers-Stuart sert dans l'armée impériale autrichienne de 1844 à 1846. Il est dans l'armée britannique de 1846 à 1847 comme enseigne dans le 20e régiment d'infanterie. Il fréquente ensuite l'University College de Durham et obtient son BA à l'Université de Durham en 1850, obtenant un diplôme de deuxième classe en lettres classiques ,. En 1849, alors qu'il est encore étudiant, il effectue son premier voyage en Égypte, avec l'intention de visiter les sites mentionnés dans la Bible .

### Vie publique
Il est ordonné dans l'Église d'Angleterre et est vicaire de Bulkington, dans le Warwickshire de 1852 à 1855, et de Napton de 1855 à 1871, date à laquelle il quitte le statut ecclésiastique pour poursuivre une carrière politique et est élu au Parlement pour le comté de Waterford en 1873, représentant le Parti libéral . Son père meurt l'année suivante et il démissionne alors de son siège pour poursuivre ses prétentions à la baronnie de Stuart de Decies. Cependant, Stuart-Villiers n'a pas pu affirmer de manière satisfaisante que ses parents étaient légalement mariés et n'est pas autorisé à prendre le titre. Il est de nouveau élu à la Chambre des communes pour le comté de Waterford en 1880, siège qu'il occupe jusqu'en 1885. Alors qu'il est au parlement, il est franc sur les difficultés économiques rencontrées par les propriétaires fonciers irlandais de sa classe. En 1880, il explique à ses collègues de la Chambre des communes qu'il a contracté un emprunt pour pouvoir se permettre d'employer 200 hommes .
Il se présente à East Cork aux élections de 1885 en tant que candidat indépendant, mais échoue, perdant face à William John Lane du Parti parlementaire irlandais. Villiers-Stuart est nommé haut shérif du comté de Waterford pour 1889 ,.

## Voyages et égyptologie
Stuart voyage beaucoup et publie de nombreux récits de ses errances, notamment Adventures in the Equatorial Forests and Rivers of South America (1891). Il est en Amérique du Sud en 1858, en Jamaïque en 1881, et il effectue plusieurs voyages à travers l'Egypte, et publie divers ouvrages sur l'Egypte ancienne et moderne. Après que l'intervention britannique en Égypte se soit conclue par la victoire à la Bataille de Tel el-Kebir en 1882, il est envoyé par le gouvernement britannique pour rendre compte de la situation de la population de ce pays et produit plusieurs livres sur le sujet, dont l'Égypte après la guerre, qui reçoit la reconnaissance spéciale de Lord Dufferin, et ses rapports sont publiés comme un livre bleu parlementaire .
Le Durham University Journal note dans sa nécrologie de Villiers-Stuart que La tente funéraire d'une reine égyptienne est l'un de ses livres les plus populaires . Dans ce livre, il rappelle un voyage effectué en Égypte en 1879, notamment une visite à Deir el-Bahari, où il traduit certains des hiéroglyphes sur la tombe de Ramsès Ier . Il visite également un dais au milieu des momies royales, récemment découvert par Emile Brugsch, qui forme la tente funéraire de la reine Isi em Kheb, la belle-mère de Shishak, et inspire le titre du livre . Il est membre de la Société d'archéologie biblique. Il rejoint la Société d'exploration de l'Égypte et s'inquiète des dommages causés aux monuments égyptiens . Comme Amelia Edwards il note avec inquiétude à quelle vitesse les sites sont détruits . Au cours de l'hiver 1882, il découvre l'autel et les bassins en albâtre du Temple du Soleil de Niuserre à Abu Ghurab, une découverte qu'Edwards considère comme très importante .

## Vie privée
Villiers-Stuart épouse Mary Power, la fille d'Ambrose Power, archidiacre de Lismore, en 1865 . Ils ont cinq fils et quatre filles. Il est décédé en octobre 1895, à l'âge de 68 ans, se noyant au large de Villierstown Quay, près de sa résidence à Dromana, Waterford, après avoir glissé en tentant d'entrer dans son bateau. Sa femme lui survit douze ans et meurt en septembre 1907 ,. Son plus jeune fils, Patrick Villiers-Stuart, épouse l'auteur et peintre Constance Fielden .

## Publications
- La veille du Déluge . Londres, 1851.
- glanages du Nil . Concernant l'ethnologie, l'histoire et l'art de l'Égypte ancienne, Londres, 1879.
- La tente funéraire d'une reine égyptienne . Londres, 1882.
- L'Egypte après la guerre . Londres, 1883. Être le récit d'une tournée d'inspection, y compris des expériences parmi les autochtones, avec des descriptions de leurs maisons et habitudes.
- Aventures au milieu des forêts équatoriales et des rivières d'Amérique du Sud . Londres, 1891